# Ernst Münch (Forstwissenschaftler)
Ernst Münch (* 26. November 1876 in Ruchheim, heute Stadtteil von Ludwigshafen am Rhein; † 9. Oktober 1946 in Lechbruck am See) war ein deutscher Forstwissenschaftler und -botaniker.

## Leben
Münch war der ältere Bruder des späteren Pfälzer Mundartdichters Paul Münch (1879–1951) und der Vater des KZ-Arztes Hans Münch. Er studierte Forstwissenschaften in Forstlichen Hochschule Aschaffenburg und der Ludwig-Maximilians-Universität München. 1896 wurde er im Corps Hubertia München aktiv.
1904 wurde er Assistent bei Carl von Tubeuf an der Forstlichen Versuchsanstalt Freising. Die LMU promovierte ihn 1906 zum Dr. phil. Ab 1910 arbeitete er am Regierungsforstamt Speyer. 1921 wurde er ordentlicher Professor für Forstbotanik an der Forstlichen Hochschule Tharandt, 1933 an der Universität München.
Die Arbeitsgebiete von Münch umfassten Pflanzenphysiologie, Dendrologie und Phytopathologie. Herausragend sind seine Arbeiten über den Phloemtransport, wo er die Druckstromtheorie aufstellte.

## Schriften
- Untersuchungen über Immunität und Krankheitsempfänglichkeit der Holzpflanzen, Dissertation, Ludwigsburg 1909 (München, Univ., Diss., 1908).
- Naturwissenschaftliche Grundlagen der Kiefernharznutzung. Parey, Berlin 1919 (Arbeiten aus der Biologischen Reichsanstalt für Land- und Forstwirtschaft; 10,1).
- Die Stoffbewegungen in der Pflanze, Jena 1930.
- Forstwissenschaft. In: Gustav Abb (Hrsg.): Aus fünfzig Jahren deutscher Wissenschaft. Die Entwicklung ihrer Fachgebiete in Einzeldarstellungen. de Gruyter, Berlin 1930, S. 493ff.
- Hymenomyzeten. In: Paul Sorauer (Hrsg.): Handbuch der Pflanzenkrankheiten, Bd. 3, 5. Aufl. Parey, Berlin 1932, S. 298–404.
- Schrägpflanzung. In: Tharandter Forstliches Jahrbuch (1932).
- Schrägverschulung. In: Tharandter Forstliches Jahrbuch (1933), S. 270–273.
- Beiträge zur Forstpflanzenzüchtung. Versuche einer Auslesezüchtung durch Einzelstamm-Absaaten bei Fichte. Weitere Beiträge zur Forstpflanzenzüchtung [Aus dem wissenschaftlichen Nachlass herausgegeben von Bruno Huber]. Bayerischer Landwirtschaftsverlag, München 1949.